# Uchentein
Uchentein korábbi község Franciaországban, Ariège megyében. Lakosainak száma 17 fő (2018. január 1.). Uchentein Balacet, Bonac-Irazein, Les Bordes-sur-Lez és Salsein községekkel határos.
2017. január 1-jén Les Bordes-sur-Lez korábbi községgel egyesült és az így létrejött Bordes-Uchentein új község része lett.

## Népesség
A település népessége az elmúlt években az alábbi módon változott:
| Lakosok száma | 38   | 40   | 18   | 21   | 26   | 23   | 21   | 19   | 17   | 17   |
|               | 1968 | 1975 | 1982 | 1990 | 1999 | 2011 | 2013 | 2015 | 2017 | 2018 |